# لوبين الثالث: قلعة كاجليسترو
لوبين III :قلعة كاجليسترو (باليابانية: ルパン三世 カリオストロの城) هو فيلم رسوم متحركة (أنمي) من إخراج هاياو ميازاكي، أنتج عام 1979. يستند الفيلم إلى مانغا من تأليف الرسام كازوهيكو كاتو الملقب بـموتكي بونش . إنتج الفيلم شركة طوكيو موفي شينشا.

## القصة
لوبين وجيغن سرقا إحدى الملاهى الليلية ليجدا أن النقود كلها مزيفة وقد ثُقبت إحدى الإطارات بعد مطاردة دامية، المهم أنهم تلاقوا بالصدفة مع فتاة في غاية الجمال ويطاردها مجموعة من اللصوص، المهم أن لوبين تظهر شهامته وينقذ الفتاة من وقوعها من حافة إحدى الوديان... لكن مالم يحسب له لوبين حسابه هو أن الكنز الذي يبحث عنه هو كنز كاليسترو وأن الفتاة بالأصل هي الأميرة كلاريس التي تعيش بهذا القصر منذ عقود طويلة رغم أنها شكلها يوحى بأنها بالعشرين من عمرها وأنها ستُزف إلى الكونت الذي يحكم قصر كاليسترو، هذا الكونت يريد الزواج من كلاريس لأنه يريد الحصول على الكنز ولكن خاتم الأميرة هو المفتاح لفتح الكنز... كلاريس قد خُطفت وعلى لوبين بمعاونة عصابته إنقاذ الأميرة وأيضاً الحصول على الكنز .

## وصلات خارجية
- لوبين الثالث: قلعة كاجليسترو على موقع IMDb (الإنجليزية)
- لوبين الثالث: قلعة كاجليسترو على موقع ميتاكريتيك (الإنجليزية)
- لوبين الثالث: قلعة كاجليسترو على موقع روتن توميتوز (الإنجليزية)
- لوبين الثالث: قلعة كاجليسترو على موقع نتفليكس (الإنجليزية)
- لوبين الثالث: قلعة كاجليسترو على موقع نتفليكس (الإنجليزية)
- لوبين الثالث: قلعة كاجليسترو على موقع ألو سيني (الفرنسية)
- لوبين الثالث: قلعة كاجليسترو على موقع Turner Classic Movies (الإنجليزية)
- لوبين الثالث: قلعة كاجليسترو على موقع أول موفي (الإنجليزية)
- لوبين الثالث: قلعة كاجليسترو على موقع فيلمافينيتي (الإسبانية)
- لوبين الثالث: قلعة كاجليسترو على موقع قاعدة بيانات الأفلام السويدية (السويدية)